# Ultra-triathlon
L'ultra-triathlon est une sous-discipline du triathlon qui se pratique sur de très longues distances, multiples de celles de l'Ironman, la plus longue distance en triathlon (3,8 km de natation, 180 km de vélo et 42,2 km de course à pied). L'ultra-triathlon regroupe toutes les épreuves consistant à effectuer x fois ces distances. Le préfixe « ultra » est en effet utilisé dans certains sports pour désigner les distances d'endurance extrême. La discipline est encadrée par l'Association internationale d'ultra-triathlon (IUTA)

## Histoire
L'idée d'organiser une épreuve d'endurance longue au triathlon date de la fin des années 1970 et se concrétise avec le premier Ironman à Honolulu (Hawaï) en 1978.
La première épreuve donnant naissance à l'ultra-triathlon est organisée en 1985 par Raymond et Nancy Sheppard, sous la forme d'un double Ironman, il se déroule à  Huntsville aux États-Unis. En 1988, le « Triple Ironman » voit le jour avec le Défi mondial de l'endurance au Fontanil-Cornillon (France).
Dans son histoire est organisé au Mexique en 1998, une épreuve qui se déroule pendant un mois et porte le nom de « Double DecaTriathlon Mexico ».  L'épreuve, organisée à Monterrey au Mexique du 31 octobre au 30 novembre 1998, consiste à enchaîner 76 km de natation, 3 600 km de cyclisme et 844 km de course à pied, c'est-à-dire 20 fois les distances de l'ironman.
Sur six partants, quatre, dont une femme, termine l'épreuve :
- Vidmantas Urbonas, 18 jours 5 h 21 min 40 s ;
- Mario Rodríguez, 23 jours 21 h 40 min 09 s ;
- Silvia Andonie, 26 jours 19 h 1 min 49 s ;
- Chet Blanton, 28 jours 6 h 36 min 18 s.

## Format des épreuves
Les compétitions comportent trois catégories d'âge : 21-39 ans, 40-49 ans et plus de 50 ans. Les distances à parcourir à la suite sont un multiple entier (généralement 1, 2, 3, 4, 5 et 10) de l'enchaînement 3,8km de natation, 180km de vélo et 42,2km de course à pied. Le nom officiel des courses sont ultra-triathlon, double ultra-triathlon, triple ultra-triathlon, etc.. Les termes de « double, triple Ironman » utilisés dans le langage commun n'ont pas d'usage officiel car Ironman est une marque déposée. Ils ne servent qu'a situer la distance à parcourir, le nom Ironman étant également employé pour définir un format et une distance de course en triathlon. En anglais, les termes de « double, triple iron distance » sont aussi employés.
À tout moment, les concurrents peuvent suspendre la compétition pour se reposer ou dormir et reprendre du même endroit plus tard ; le temps de repos est partie intégrante du temps total. L'assistance extérieure pour le ravitaillement est autorisée.
L'IUTA fixe des temps maxima pour l'exécution du parcours, qui peuvent être raccourcis par les organisateurs des compétitions.
| Multiple  | Distance (km) | Distance (km) | Distance (km) | Temps limite |
| Multiple  | Natation      | Vélo          | Course        | Temps limite |
| --------- | ------------- | ------------- | ------------- | ------------ |
| Double    | 7,6           | 360           | 84,4          | 1 j 08 h     |
| Triple    | 11,4          | 540           | 126,6         | 2 j 04 h     |
| Quadruple | 15,2          | 720           | 168,8         | 3 j 00 h     |
| Quintuple | 19,0          | 900           | 211,0         | 4 j 04 h     |
| Déca      | 38,0          | 1800          | 422,0         | 14 j 00 h    |
| 15x       | 57,0          | 2700          | 633,0         | 37 j         |
| 20x       | 76,0          | 3600          | 844,0         | 37 j         |
| 30x       | 114,0         | 5400          | 1260,0        | 37 j         |

### Natation
En cas de natation en eaux ouvertes, ce qui est autorisé jusqu'aux distances triples, la distance est allongée de 1,8x km par m/s de courant favorable. L'eau doit être comprise entre 21° et 30° en règle générale, la limite inférieure est relevée pour les plus longues distances.

### Cyclisme
Comme lors d'un contre-la-montre, les compétiteurs n'ont pas le droit de bénéficier de l'effet d'aspiration d'un concurrent (drafting) ; il est possible de rouler en compagnie d'un autre concurrent sur les distances supérieures ou égales au quintuple. L'assistance mécanique extérieure est autorisée.

### Course à pied
Le compétiteur peut être suivi de deux accompagnateurs dont un à vélo. La marche est autorisée.

## Performances

### Classement IUTA
L'IUTA (International ultra triathlon association) met en place un classement annuel des ultra-triathlètes depuis 1990. Ce classement accorde un certain nombre de points à l'issue de chaque compétition, en fonction du format (multiple de l'ironman) et de l'importance de l'épreuve (championnat du monde, championnat continental ou autre compétition). Des points sont donnés de manière cumulative :
- pour un parcours terminé dans les temps
- pour un classement dans les 50 premiers[16]

Le tableau représente la liste des vainqueurs de la coupe du monde au classement général depuis la création
| Année | Hommes                                   | Hommes                                   |                                          | Femmes                                   | Femmes                                   |
| ----- | ---------------------------------------- | ---------------------------------------- | ---------------------------------------- | ---------------------------------------- | ---------------------------------------- |
| 2024  | Goulwenn Tristant                        | France                                   |                                          | Alexandra Meixner                        | Autriche                                 |
| 2023  | Goulwenn Tristant                        | France                                   |                                          | Marion Rita Dang                         | Allemagne                                |
| 2022  | Goulwenn Tristant                        | France                                   |                                          | Nadine Zacharias                         | France                                   |
| 2021  | Josh Kiecker                             | États-Unis                               |                                          | Melissa Paurowski                        | États-Unis                               |
| 2020  | Classement annulé pour cause de Covid-19 | Classement annulé pour cause de Covid-19 | Classement annulé pour cause de Covid-19 | Classement annulé pour cause de Covid-19 | Classement annulé pour cause de Covid-19 |
| 2019  | Norbert Lüftenegger                      | Autriche                                 |                                          | Marie Veslestaul                         | Norvège                                  |
| 2018  | Henning Olsrud                           | Norvège                                  |                                          | Alexandra Meixner                        | Autriche                                 |
| 2017  | Konstantinos Zemadanis                   | Grèce                                    |                                          | Shanda Hill                              | Canada                                   |
| 2016  | Goulwenn Tristant                        | France                                   |                                          | Alexandra Meixner                        | Autriche                                 |
| 2015  | Norbert Lüftenegger                      | Autriche                                 |                                          | Šárka Kolbová                            | Tchéquie                                 |
| 2014  | Kamil Suran                              | Tchéquie                                 |                                          | Katrin Burow                             | Allemagne                                |
| 2013  | Kamil Suran                              | Tchéquie                                 |                                          | Manuela Correc                           | Allemagne                                |
| 2012  | Steve Harvey                             | Royaume-Uni                              |                                          | Šárka Kolbová                            | Tchéquie                                 |
| 2011  | Paul Thompson                            | Royaume-Uni                              |                                          | Vicki Würfl                              | Allemagne                                |
| 2010  | Antal Vőneki                             | Hongrie                                  |                                          | Šárka Kolbová                            | Tchéquie                                 |
| 2009  | Ferenc Szõnyi                            | Hongrie                                  |                                          | Šárka Kolbová                            | Tchéquie                                 |
| 2008  | Marcel Heinig                            | Allemagne                                |                                          | Anikó Hoór                               | Hongrie                                  |
| 2007  | Tamás Zsolt                              | Hongrie                                  |                                          | Susanne Beisenherz                       | Allemagne                                |
| 2006  | Pascal Jolly                             | France                                   |                                          | Susanne Beisenherz                       | Italie                                   |
| 2005  | Emmanuel Conraux                         | France                                   |                                          | Astrid Benöhr                            | Allemagne                                |
| 2004  | Giacomo Maritati                         | Italie                                   |                                          | Suraya Oliver                            | Royaume-Uni                              |
| 2003  | Martin Schytil                           | Autriche                                 |                                          | Astrid Benöhr                            | Allemagne                                |
| 2002  | Martin Schytil                           | Autriche                                 |                                          | Astrid Benöhr                            | Allemagne                                |
| 2001  | Christoph Eggenberger                    | Suisse                                   |                                          | Astrid Benöhr                            | Allemagne                                |
| 2000  | Beat Knechtle                            | Suisse                                   |                                          | Astrid Benöhr                            | Allemagne                                |
| 1999  | Guy Rossi                                | France                                   |                                          | Silvia Wieneke                           | Suisse                                   |
| 1998  | Vidmantas Urbonas                        | Lituanie                                 |                                          | Silvia Wieneke                           | Suisse                                   |
| 1997  | Guy Rossi                                | France                                   |                                          | Astrid Benöhr                            | Allemagne                                |
| 1996  | Vidmantas Urbonas                        | Lituanie                                 |                                          | Astrid Benöhr                            | Allemagne                                |
| 1995  | Erik Seedhouse                           | Royaume-Uni                              |                                          | Astrid Benöhr                            | Allemagne                                |
| 1994  | Soren Hojbejerre                         | Danemark                                 |                                          | Astrid Benöhr                            | Allemagne                                |
| 1993  | Guy Rossi                                | France                                   |                                          | Astrid Benöhr                            | Allemagne                                |
| 1992  | Wito De Meulder                          | Belgique                                 |                                          | Astrid Benöhr                            | Allemagne                                |
| 1991  | Wolfgang Erhard                          | Autriche                                 |                                          | Angelika Castaneda                       | États-Unis                               |
| 1990  | Wolfgang Erhard                          | Autriche                                 |                                          | Silvia Andonie                           | Mexique                                  |

### Records
Formats des ultra-triathlons et records. Pour les distances jusqu'au triple décatriathlon, les records sont indiqués sur le site de la fédération.
Les distances supérieures ne sont pas agréées.
| UT  | Année | Lieu                | Pays      | Athlète             | Temps             |
| --- | ----- | ------------------- | --------- | ------------------- | ----------------- |
| 2x  | 2016  | Colmar              | France    | Alicja Pyszka-Bazan | 23 h 12 min 2 s   |
| 3x  | 2019  | Lensahn             | Allemagne | Mareile Hertel      | 37 h 18 min 17 s  |
| 4x  | 1993  | Székesfehérvár      | Hongrie   | Astrid Benöhr       | 59 h 15 min 0 s   |
| 5x  | 2018  | Buchs               | Suisse    | Alexandra Meixner   | 84 h 44 min 29 s  |
| 10x | 2025  | Colmar              | France    | Shanda Hill         | 225h 10 min 25s   |
| 15x | 1995  | Monterrey           | Mexique   | Silvia Andonie      | 403 h 1 min 54 s  |
| 20x | 2023  | Buchs               | Suisse    | Alexandra Meixner   | 554 h 56 min 32 s |
| 30x | 2024  | Desenzano del Garda | Italie    | Shanda Hill         | 974 h 27 min 30 s |

| UT  | Année | Lieu                | Pays      | Athlète           | Temps             |
| --- | ----- | ------------------- | --------- | ----------------- | ----------------- |
| 2x  | 2019  | Panevėžys           | Lituanie  | Robert Karas      | 18 h 44 min 38 s  |
| 3x  | 2018  | Lensahn             | Allemagne | Robert Karas      | 30 h 48 min 57 s  |
| 4x  | 1993  | Székesfehérvár      | Hongrie   | Sören Hojbjerre   | 53 h 41 min 0 s   |
| 5x  | 2021  | Colmar              | France    | Adrian Kostera    | 67 h 45 min 51 s  |
| 10x | 2022  | Buchs               | Suisse    | Kenneth Vanthuyne | 182 h 43 min 43 s |
| 15x | 1995  | Monterrey           | Mexique   | Jaroslav Pavelka  | 312 h 22 min 45 s |
| 20x | 1998  | Monterrey           | Mexique   | Vidmantas Urbonas | 437 h 21 min 40 s |
| 30x | 2024  | Desenzano del Garda | Italie    | Goulwenn Tristant | 862 h 35 min 29 s |

Certaines performances sont également établies sous d'autres multiples de la distance et sans être homologuées par la fédération internationale. Ils  constituent néanmoins sous une forme non chronométrée des records de distance. C'est le cas par exemple du français Didier Woloszyn qui entre le 25 juin et le 27 juillet 2013, a réalisé l'équivalent de 33 Ironmans en 33 jours ou encore celui d'un autre sportif français Ludovic Chorgnon qui réalise en 2015, 41 Ironmans en 41 jours.

## Compétitions
Les compétitions sont encadrées par la Fédération internationale d'ultra-triathlon, qui fixe notamment un maximum des frais d'inscription aux compétitions, des minima pour les récompenses en championnat du monde, ainsi que l'égalité homme-femme dans l'attribution des prix.
Des ultra-triathlons sur des distance de 2x à 10x l'Ironman étaient régulièrement organisés au complexe Multi-sport Andonie à Monterrey au Mexique. Un Triple Iron Distance Triathlon est organisé chaque année à Lensahn en Allemagne.